# Liste der Monuments historiques in Lenax
Die Liste der Monuments historiques in Lenax führt die Monuments historiques in der französischen Gemeinde Lenax auf.

## Liste der Objekte
| Bezeichnung                  | Beschreibung                                      | Standort                       | Kennzeichnung | Schutzstatus | Datum | Bild |
| ---------------------------- | ------------------------------------------------- | ------------------------------ | ------------- | ------------ | ----- | ---- |
| Skulptur des heiligen Martin | 16. Jahrhundert (im Foto links neben dem Fenster) | in der Kirche St-Martin (Lage) | PM03000225    | Classé       | 1956  |      |